# Ładoska Flotylla Wojenna
Ładoska Flotylla Wojenna (ros. Ладожская военная флотилия) – radziecka flotylla operująca na jeziorze Ładoga, sformowana najpierw w 1939, a następnie ponownie w 1941 roku. Brała udział w działaniach podczas II wojny światowej.

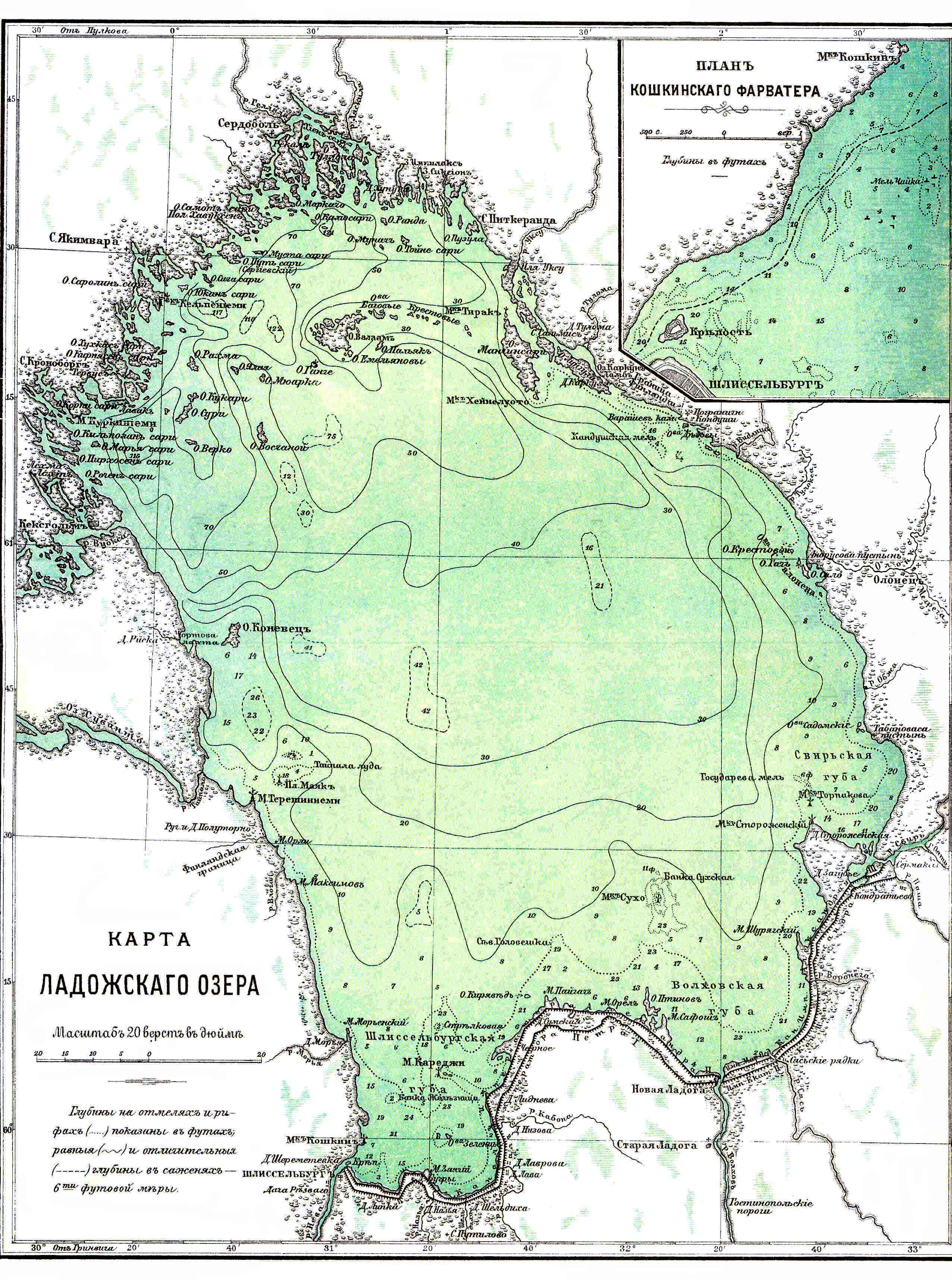
Mapa jeziora Ładoga

## Historia

### Pierwsze formowanie
Flotylla została sformowana po raz pierwszy 10 listopada 1939 roku dla obrony wybrzeża i osłony przyjeziornych flank wojsk radzieckich (takich jak bazy Szlisselburg oraz Łachdienpochja) w czasie wojny zimowej. Jej jednostki wspierały ogniowo wojska 7. i 13. Armii.

#### Rozformowanie
W listopadzie 1940 roku flotylla została przeformowana w oddział szkolny.   

### Drugie formowanie
Po ataku Niemiec na ZSRR oddział szkolny został rozwinięty w Ładoską Flotyllę Wojenną (66 jednostek pływających), która od 25 czerwca 1941 roku prowadziła działania bojowe, wspierała wojska Armii Czerwonej i zabezpieczała jeziorną komunikację. Była podporządkowana dowódcy Floty Bałtyckiej od 5 lipca do 25 września 1941 roku.
W drugiej połowie sierpnia 1941 roku flotylla przerzuciła trzy dywizje piechoty 19 Korpusu Piechoty z 23 Armii z rejonu Soratowa i Priozierska na Front Leningradzki. Równocześnie flotylla ewakuowała 18 tysięcy radzieckich cywilów.

#### Ostateczne rozformowanie
Z wycofaniem się Finlandii z wojny przeciw ZSRR i zaprzestaniem wojskowych działań na jeziorze Ładoga flotyllę rozwiązano  4 listopada 1944 roku, a jej jednostki przekazano Flocie Bałtyckiej, w której składzie uczestniczyły w zdobywaniu obszarów nadbałtyckich.

## Działania bojowe w latach 1941–1944

### Działania w 1941 roku
Flotylla była w stałym kontakcie z oddziałami wycofującymi się wzdłuż brzegów jeziora Ładoga oraz zapewniła ewakuację dywizji piechoty, spychanej przez przeciwnika do jeziora. Ewakuacja została przeprowadzona bardzo szybko. W czasie ewakuacji 168 Dywizji Strzelców udało się wywieźć nie tylko żołnierzy, ale większość broni i sprzętu, w tym nawet haubice. W sumie wywieziono z trzech dywizji 23 tysiące ludzi, 140 dział, duże ilości innej broni i sprzętu.
Niemcy kontynuowali ofensywę na zachodnim i wschodnim brzegu i wkrótce zaczęli przejmować kontrolę nad przybrzeżnymi wyspami. Od 10 sierpnia flotylla miała za zadanie utrzymanie wschodniego brzegu jeziora Ładoga i wykonanie desantów na wyspy Lunkulansaari i Mantsinsaari. Desantowanie ze statków flotylli wykonano 24 lipca, wysp jednak nie utrzymano. 28 lipca pozostałości desantu, który poniósł ciężkie straty, ewakuowano.
Flotylla przeprowadziła także atak na wyspę Wałaam. Długotrwałe, ciężkie walki trwały prawie miesiąc, ale w końcu desant musiał opuścić wyspę. Pozostałe garnizony wysp Wałaamskich zostały ewakuowane do 10 września. Ewakuacja garnizonu wyspy Rahmansaari nie powiodła się. Nie przyjęto propozycji przeciwnika do poddania się.
W lipcu – wrześniu 1941 roku flotylla ogniem artyleryjskim wspierała wojska 23, 7 i 54 Armii, wysadzała desanty, przewoziła wojsko i ładunki, ewakuowała część 4 Brygady Piechoty Morskiej i garnizony wysp Wałaam, Koniewiec i innych, a także ludność i przemysłowe wyposażenie z Leningradu. 
8 września wróg zajął Szlisselburg i zamknął pierścień okrążenia wokół Leningradu. W celu uwolnienia miasta zorganizowano operację, w której uczestniczyła też flotylla. Pomiędzy 19 a 26 września w Szlisselburgu desantowano z jednostek pływających wojska spadochronowe dla wsparcia 54 Armii wykonującej główny atak przełamujący blokadę, jednak desant nie powiódł się. Przygotowany w pośpiechu, został przeprowadzony w złych warunkach pogodowych i ze zdecydowaną przewagą przeciwnika. Oblężenia nie przerwano.
5 października 1941 niemieckie lotnictwo zatopiło kanonierkę "Olokma". 4 listopada 1941 fińskie lotnictwo zatopiło  dozorowiec "Konstruktor" (powrócił do służby po remoncie 4 kwietnia 1943).

### Działania w 1942 roku
W sierpniu 1942 roku Rosjanie próbowali przełamać oblężenie, usiłując odzyskać zajęty przez Niemców korytarz pomiędzy Tosno a jeziorem Ładoga. Walki trwały aż do października, ale nie przyniosły oczekiwanych efektów. Niemcy i Finowie stworzyli na jeziorze Ładoga zespół mający na celu niszczenie radzieckich okrętów na tym akwenie w celu odcięcia dostaw do Leningradu. Flotylla wroga była dobrze wyposażona – były to samobieżne promy desantowe typu Siebel, uzbrojone w 88 mm działa przeciwlotnicze i karabiny maszynowe oraz 4 włoskie kutry torpedowe MAS z 12. dywizjonu, przerzucone tam drogą lądową i morską z Włoch. Włoskie kutry działały na jeziorze od lipca do października 1942. Maksymalna liczba jednostek floty państw Osi na tym akwenie wynosiła 21 okrętów desantowych, 8 jednostek transportowych, 1 kanonierka, 6 kutrów torpedowych, 5 ścigaczy oraz 60 łodzi komunikacyjnych i inne mniejsze jednostki pomocnicze.
Wcześniej atakowano konwoje tylko z powietrza, potem doszło do walk okrętów. Obie strony stosowały miny.
W dniu 14 sierpnia włoski kuter torpedowy MAS 527 zatopił radziecką kanonierkę.
Dnia 28 sierpnia (inne dane: 27 sierpnia)  MAS 528 zatopił dużą jednostkę "Maona" o wyporności ponad 1000 ton, załadowaną żołnierzami. 
29 września dwie włoskie łodzie MAS zaatakowały torpedami rosyjską uzbrojoną barkę motorową. 
22 października, na kilka dni przed okresem zlodowacenia jeziora, miały miejsce ostatnie walki. Jeszcze tego samego dnia przeciwnik próbował wojskami lądowymi zająć wyspę Sucho, leżącą 37 km od Nowej Ładogi. Ta mała wyspa została wyposażona w latarnię, stanowiska obserwacyjne i baterie artylerii i była jednym z najważniejszych elementów bezpieczeństwa transportu zaopatrzenia do Leningradu. W ataku na nią wzięły udział 23 okręty. 
Około 7 rano na wyspę wykonano atak artyleryjski i próbę lądowania. Akcja miała wielkie szanse osiągnięcia sukcesu – pierwszy strzał zniszczył anteny stacji radiowych, okręty wroga dysponowały większą siłą ognia niż baterie wyspy, a sama wyspa nie była przygotowana do obrony. Mimo tego, w pobliżu lądowania przypadkowo znalazł się trawler, który zaalarmował sztab flotylli. O godzinie 9 w walkę włączyło się radzieckie lotnictwo, o 9:30 przypłynęły pierwsze okręty wezwane na pomoc. W południe atak na wyspę został odparty. W rezultacie 16 okrętów desantowych wroga zostało zniszczonych, jeden dostał się do niewoli. Zestrzelono 15 samolotów wroga. Straty garnizonu na wyspie Sucho wyniosły 8 zabitych, 16 poważnie rannych, 7 rannych i 6 zaginionych. Najważniejszym wynikiem tego starcia było to, że przeciwnik poniósł poważne straty, a zagrożenie dla transportu do Leningradu zanikło.
Pod koniec listopada, kiedy pokrywa lodowa pokryła już jezioro, a flotylla rozpoczęła naprawy własnych okrętów, otrzymała ona rozkaz, aby kontynuować żeglugę. Przygotowania do planowanej ofensywy (operacji Iskra) w styczniu 1943 roku w celu przerwania blokady wymagały transportu wojska i broni do Leningradu, a droga przez zamarznięte jezioro nadal była niemożliwa do użytku z powodu zbyt małej grubości lodu. 20 grudnia rozpoczął się okres żeglugi w warunkach zimowych. Pływanie odbyło się w trudnych warunkach. Dostarczenie wojsk na planowaną operację miało zostać wykonane bez względu na jakiekolwiek straty. Nawet, gdy statek utknął w lodzie marynarze wyładowywali zaopatrzenie na lodzie. Zła pogoda spowodowała trudności w nawigacji, jednak Niemcy nie przeprowadzali żadnych nalotów. Ostatni konwój dotarł do miejsca przeznaczenia w dniu 13 stycznia, już podczas trwania operacji Iskra. Do tego czasu przez lód przetransportowano 38 000 żołnierzy i około 1300 ton broni.
Ogólnie, do końca 1942 roku, do Leningradu dostarczono 850 000 ton ładunków oraz ewakuowano 573 000 osób w celu uzupełnienia wojsk.

### Działania w 1943 roku
W styczniu 1943 roku Rosjanie zaatakowali ponownie; tym razem odzyskali Szlisselburg, dzięki czemu dostawy mogły docierać do Leningradu drogą lądową. Podczas operacji Iskra flotylla aktywnie uczestniczyła w likwidacji blokady. Pomimo ogromnego politycznego i wojskowego znaczenia Szlisselburga w pierwszym okresie blokady Leningradu, jego przejęcie nie zmieniło działań flotylli. Pomimo ponownego włączenia do użytku linii kolejowych, które prowadziły na tym terenie dostawę do Leningradu, nie zaniechano przewozu towarów na drogach po zamarzniętym jeziorze, a od kwietnia drogą wodną. W 1942–1943 roku skład Flotylli był uzupełniany statkami, kutrami i brzegowymi bateriami artyleryjskimi.

### Działania w 1944 roku
W styczniu 1944 roku Rosjanie przeprowadzili w pełni skoordynowany atak wszystkich frontów na południu i 19 stycznia 1944 Leningrad został odblokowany.
Pomiędzy czerwcem a sierpniem flotylla aktywnie uczestniczyła w operacji wyborsko-pietrozawodzkiej. Okręty flotylli ubezpieczały flanki 7 Armii Frontu Karelskiego, zapewniały wojskom wsparcie ogniowe, wysadzały desanty, zabezpieczały forsowanie rzek i przewoziły wojska. Flotylla brała udział w tułowskiej operacji desantowej (23–27 czerwca), w której na tyłach przeciwnika zdobyto przyczółek i poprzecinano szlaki komunikacyjne.

### Wsparcie Leningradu
Od początku oblężenia Leningradu głównym zadaniem flotylli była dostawa zaopatrzenia dla miasta i ewakuacja ludności cywilnej. Bazę flotylli przeniesiono do Nowej Ładogi. Obok latarni Osinowiec rozpoczęto budowę urządzeń portowych do załadunku i rozładunku statków. Dnia 29 października 1941 roku położono na dnie jeziora Ładoga 43 km opancerzony kabel, który przez długi czas był jedynym przewodowym połączeniem Leningradu ze światem zewnętrznym.
Pod koniec października, z zachodniego do wschodniego brzegu jeziora Ładoga zostały przeniesione dwie dywizje i brygady piechoty morskiej. Tymi siłami udało się zatrzymać ofensywę nieprzyjaciela na Wołchow, zapobiegając tym samym zamknięciu drugiego pierścienia okrążenia wokół Leningradu. 
Był to krytyczny moment dla flotylli. Ze względu na niebezpieczeństwo pełnego okrążenia flotylla została zobowiązana do przygotowania się do zniszczenia budynków, obiektów i statków w bazie w Nowej Ładodze. W tym czasie flotylla przekazała armii lądowej wiele broni ręcznej, działa i amunicję.
Do końca listopada kontynuowano dostawy do Leningradu i ewakuację ludności. Szlakiem wodnym do Leningradu zostało dostarczonych 60 000 ton ładunków, w tym 45 000 ton żywności, 5500 karabinów maszynowych, więcej niż trzy miliony sztuk amunicji, ponad 108 tysięcy pocisków artyleryjskich i 114 tysięcy granatów. Ewakuowano około 33 500 mieszkańców.
Gdy jezioro Ładoga zamarzło wojska flotylli wzięły udział w budowie trasy drogowej po zamarzniętym jeziorze, znanej później jako Droga Życia. Do Leningradu wysłanych zostało ponad 790 000 ton ładunków, z czego 353 000 ton prowiantu. Ewakuowano ponad pół miliona ludzi, wywieziono około 310 000 ton urządzeń przemysłowych i mienia. Razem przeniesiono milion ton ładunku. W czasie całej blokady jednostki flotylli dostarczyły do Leningradu 311 800 ludzi (głównie żołnierzy) i 1,1 mln ton ładunków oraz wyratowały z miasta koło 1,1 mln ludzi.
Podczas całej blokady miasta flotylla zabezpieczała przerzuty wojska przez jezioro Ładoga, chroniąc je od ataków artylerii i lotnictwa przeciwnika.

## Skład i bazy
W skład flotylli wchodził jeden dozorowiec "Konstruktor" (były niszczyciel, 750 t wyporności, uzbrojenie 3 x 100 mm), 7 kanonierek, 10 łodzi patrolowych, 2 łodzie pancerne oraz 13 trałowców.
Na jeziorze służyły kanonierki typu Amguń: "Bira", "Burieja", "Nora", "Olokma" (zatopiona 5 października 1941) i "Sielemdża" (wyporność 910 t, uzbrojenie w 2 działa kalibru 100 mm lub 130 mm lub 4 kalibru 76 mm) oraz kanonierki: "Łachta" (540 t, 2 x 100 mm) i "Szeksna" (zdobyta fińska "Aallokas", 370 t, 2 x 76 mm).
Głównymi bazami flotylli były: Sortan-łachti (do 25 sierpnia 1941),  Szlisselburg (do 8 września 1941) i Nowa Ładoga, Osinowiec oraz Morje (od zimy 1941).

## Ordery i odznaczenia
- Ładoska Flotylla Wojskowa – Order Czerwonego Sztandaru 2 lipca 1944
- 2 Samodzielny Oddział Kutrów Artyleryjskich – Order Czerwonego Sztandaru 2 lipca 1944
- 2 Dywizjon Ścigaczy (od 13 października – 6 DŚ) – Order Czerwonego Sztandaru 2 lipca 1944

## Dowódcy
Flotyllą dowodzili:   
- kapitan II rangi S.M. Kobylski (październik – grudzień 1939),
- kontradmirał P.A. Trajnin (grudzień 1939 – listopad 1940; lipiec 1941),
- kapitan II rangi W.P. Baranowski (czerwiec 1941),
- kapitan II rangi S.W. Zjemlaniczenko (czerwiec – lipiec 1941),
- kapitan I rangi Wiktor Bogolepow (lipiec – sierpień 1941),
- kontradmirał Boris Choroszchin (sierpień – październik 1941),
- kapitan I rangi/kontradmirał Wiktor Czerokow (październik 1941 – wrzesień 1944).